# 800 meter för damer i friidrott vid olympiska sommarspelen 1972
800 meter för damer vid olympiska sommarspelen 1972 i München avgjordes 31 augusti och 3 september. 

## Medaljörer
| Gren      | Guld                           | Guld       | Silver                         | Silver  | Brons                             | Brons   |
| 800 meter | Hildegard Falck · Västtyskland | 1.58,55 OR | Nijolė Sabaitė · Sovjetunionen | 1.58,65 | Gunhild Hoffmeister · Östtyskland | 1.59,19 |

## Resultat
- Q innebär avancemang utifrån placering i heatet.
- q innebär avancemang utifrån total placering.
- DNS innebär att personen inte startade.
- DNF innebär att personen inte fullföljde.
- DQ innebär diskvalificering.
- NR innebär nationellt rekord.
- OR innebär olympiskt rekord.
- WR innebär världsrekord.
- WJR innebär världsrekord för juniorer
- AR innebär världsdelsrekord (area record)
- PB innebär personligt rekord.
- SB innebär säsongsbästa.
- w innebär medvind > 2,0 m/s

### Heat

#### Heat ett
| Placering | Namn                     | Nationalitet | Bana | Tid     |
| --------- | ------------------------ | ------------ | ---- | ------- |
| 1         | Hildegard Falck          | Västtyskland | 6    | 2.01,52 |
| 2         | Madeline Manning         | USA          | 7    | 2.02,63 |
| 3         | Cheryl Peasley           | Australien   | 8    | 2.03,11 |
| 4         | Mary Tracey              | Irland       | 3    | 2:04.18 |
| 5         | Martine Duvivier         | Frankrike    | 2    | 2:04.87 |
| 6         | Donata Govoni            | Italien      | 1    | 2:05.24 |
| 7         | Elisabeth Neuenschwander | Schweiz      | 4    | 2:06.89 |
| -         | Arda Kalpakian           | Libanon      | 5    | DNS     |

#### Heat två
| Placering | Namn                | Nationalitet | Bana | Tid     | Noteringar |
| --------- | ------------------- | ------------ | ---- | ------- | ---------- |
| 1         | Svetla Zlateva      | Bulgarien    | 7    | 1.58,93 | OR         |
| 2         | Vera Nikolić        | Jugoslavien  | 6    | 1.59,62 |            |
| 3         | Sylvia Schenk       | Västtyskland | 1    | 2.02,22 |            |
| 4         | Elżbieta Skowrońska | Polen        | 2    | 2:03.26 |            |
| 5         | Jenny Orr           | Australien   | 8    | 2:04.46 |            |
| 6         | Cheryl Toussaint    | USA          | 4    | 2:08.90 |            |
| 7         | Claire Walsh        | Irland       | 3    | 2:08.98 |            |
| 8         | Heather Gooding     | Barbados     | 5    | 2:19.69 |            |

#### Heat tre
| Placering | Namn               | Nationalitet   | Bana | Tid     |
| --------- | ------------------ | -------------- | ---- | ------- |
| 1         | Nijolė Sabaitė     | Sovjetunionen  | 4    | 2.01,50 |
| 2         | Abby Hoffman       | Kanada         | 5    | 2.01,57 |
| 3         | Maria Sykora       | Österrike      | 7    | 2.01,82 |
| 4         | Gisela Ellenberger | Västtyskland   | 1    | 2:01.92 |
| 5         | Maritta Politz     | Östtyskland    | 3    | 2:02.40 |
| 6         | Margaret Coomber   | Storbritannien | 2    | 2:02.99 |
| 7         | Emesia Chizunga    | Malawi         | 6    | 2:19.22 |
| -         | Malak El-Nasser    | Syrien         | 8    | DNF     |

#### Heat fyra
| Placering | Namn                 | Nationalitet    | Bana | Tid     |
| --------- | -------------------- | --------------- | ---- | ------- |
| 1         | Ileana Silai         | Rumänien        | 5    | 2.01,42 |
| 2         | Annelise Damm Olesen | Danmark         | 3    | 2.01,77 |
| 3         | Magdolna Kulcsár     | Ungern          | 4    | 2.02,35 |
| 4         | Patricia Cropper     | Storbritannien  | 8    | 2:03.55 |
| 5         | Vasilena Amzina      | Bulgarien       | 2    | 2:05.92 |
| 6         | Marleen Verheuen     | Belgien         | 7    | 2:09.13 |
| 7         | Raissa Ruus          | Sovjetunionen   | 1    | 2:11.18 |
| 8         | Lee Chiu-Hsia        | Republiken Kina | 6    | 2:11.81 |

#### Heat fem
| Placering | Namn                | Nationalitet   | Bana | Tid     |
| --------- | ------------------- | -------------- | ---- | ------- |
| 1         | Nina Morgunova      | Sovjetunionen  | 6    | 2.02,64 |
| 2         | Gunhild Hoffmeister | Östtyskland    | 7    | 2.03,15 |
| 3         | Rosemary Stirling   | Storbritannien | 1    | 2.03,64 |
| 4         | Sue Haden           | Nya Zeeland    | 4    | 2:04.86 |
| 5         | Chereno Maiyo       | Kenya          | 5    | 2:04.86 |
| 6         | Wendy Koenig        | USA            | 3    | 2:08.71 |
| 7         | Malika Hadky        | Marocko        | 2    | 2:12.46 |

### Semifinaler

#### Heat ett
| Placering | Namn                 | Nationalitet  | Bana | Tid     |
| --------- | -------------------- | ------------- | ---- | ------- |
| 1         | Nijolė Sabaitė       | Sovjetunionen | 3    | 2.00,90 |
| 2         | Gunhild Hoffmeister  | Östtyskland   | 7    | 2.01,21 |
| 3         | Abby Hoffman         | Kanada        | 4    | 2.01,37 |
| 4         | Vera Nikolić         | Jugoslavien   | 1    | 2:01.49 |
| 5         | Sylvia Schenk        | Västtyskland  | 2    | 2:01.50 |
| 6         | Annelisa Damm Olesen | Danmark       | 5    | 2:04.19 |
| 7         | Cheryl Peasley       | Australien    | 8    | 2:04.56 |
| -         | Magdolna Kulcsár     | Ungern        | 6    | DNS     |

#### Heat två
| Placering | Namn               | Nationalitet   | Bana | Tid     |
| --------- | ------------------ | -------------- | ---- | ------- |
| 1         | Hildegard Falck    | Västtyskland   | 5    | 2.01,41 |
| 2         | Svetla Zlateva     | Bulgarien      | 3    | 2.01,66 |
| 3         | Ileana Silai       | Rumänien       | 8    | 2.01,85 |
| 4         | Rosemary Stirling  | Storbritannien | 6    | 2:02.36 |
| 5         | Madeline Manning   | USA            | 2    | 2:02.39 |
| 6         | Maria Sykora       | Österrike      | 4    | 2:02.44 |
| 7         | Gisela Ellenberger | Västtyskland   | 7    | 2:02.97 |
| 8         | Nina Morhunova     | Sovjetunionen  | 1    | 2:04.93 |

### Final
| Placering | Namn                | Nationalitet   | Bana | Tid     | Noteringar |
| --------- | ------------------- | -------------- | ---- | ------- | ---------- |
| 1         | Hildegard Falck     | Västtyskland   | 1    | 1.58,55 | OR         |
| 2         | Nijolė Sabaitė      | Sovjetunionen  | 5    | 1.58,65 |            |
| 3         | Gunhild Hoffmeister | Östtyskland    | 6    | 1.59,16 |            |
| 4         | Svetla Zlateva      | Bulgarien      | 2    | 1.59,72 |            |
| 5         | Vera Nikolić        | Jugoslavien    | 8    | 1.59,98 |            |
| 6         | Ileana Silai        | Rumänien       | 3    | 2.00,04 |            |
| 7         | Rosemary Stirling   | Storbritannien | 4    | 2.00,15 |            |
| 8         | Abby Hoffman        | Kanada         | 7    | 2.00,17 |            |